# Torre de Aspa
A Torre de Aspa ou Torre d'Aspa corresponde a uma antiga atalaia e um marco geodésico, situados no concelho de Vila do Bispo, na região do Algarve, em Portugal.

## Descrição e história
O monumento localiza-se no topo de uma elevação de terreno, no ponto mais alto da faixa costeira algarvia, com 156 m de altura. Situa-se a cerca de quatro quilómetros da localidade de Vila do Bispo, no sentido Oeste, nas imediações da Praia do Castelejo. A cerca de um quilómetro encontra-se o antigo Posto da Guarda Fiscal de Torre de Aspa. Está integrado no Parque Natural do Sudoeste Alentejano e Costa Vicentina.
Neste local situava-se uma atalaia, uma pequena torre militar para vigilância costeira, que provavelmente terá feito parte de uma rede montada durante o reino de D. João III. As referências documentais mais antigas à sua presença datam dos finais do século XVI, não tendo sobrevivido quaisquer vestígios físicos. Segundo o documento Noticias das Almadravas do Reyno do Algarve, de 1721, ao largo da Torre de Aspa havia uma uma armação para a pesca do atum, conhecida como almadrava, estruturas que eram consideradas de grande importância para a economia da região.
Posteriormente, no sítio da antiga atalaia foi instalado o Marco Geodésico de Torre de Aspa, assinalando o ponto mais elevado da costa algarvia.

## Leitura recomendada
- Vilas e Aldeias do Algarve Rural 2ª ed. Faro: Globalgarve/Alcance/In Loco/Vicentina. 2003. 171 páginas. ISBN 972-8152-27-2